# Памф
Памф (др.-греч. Πάμφως) — полулегендарный древнегреческий поэт.
По мнению Павсания, был одним из древнейших поэтов Эллады, жившим позже Олена, и, возможно, современником Орфея. По преданию, он сочинил для афинян древнейшие религиозные гимны.
Павсаний пишет, что Памф первым назвал Артемиду Каллистой («Прекраснейшей»), и раньше Гомера сообщил в своих песнях настоящее имя Коры — Персефона. Как и у Орфея, у него были «гимны, написанные в честь Эрота, чтобы Ликомиды пели и их во время священных таинств». Первым из известных поэтов воспел Харит, но «ни об их числе, ни об их именах у него ничего не сказано».
В песне, посвященной недавно умершему Лину, назвал того Ойтолином (Οιτόλινος — «Обреченным на смерть Лином»), и впоследствии Сафо, узнав из песен Памфа это имя, воспела вместе и Адониса и Ойтолина.
Строки из гимна Посейдону, приведенные Павсанием (ἵππων τε δωτῆρα νεῶν τ᾽ ἰθυκρηδέμνων — «Коней им даровал и суда с парусами / Широкоразвернутыми»), Пауль Маас считает эллинистическими по языку, а отрывок из гимна Зевсу, сохранившийся у Филострата — явная пародия на стоический пантеизм.